# Örnsköldsvik (comune)
Örnsköldsvik è un comune svedese di 55 108 abitanti, situato nella contea di Västernorrland. Il suo capoluogo è la città omonima.
Nel territorio del comune si trovano numerose aree protette tra le quali il Vändåtberget.

## Località
Nel territorio comunale sono comprese le seguenti aree urbane (tätort):
- Åmynnet
- Arnäsvall
- Billsta
- Bjästa
- Björna
- Bredbyn
- Gideå
- Gimåt
- Gottne
- Husum
- Köpmanholmen
- Långviksmon
- Mellansel
- Moliden
- Örnsköldsvik
- Överhörnäs
- Sidensjö
- Västerhus

## Amministrazione

### Gemellaggi
- Äänekoski
- Sigdal
- Hveragerði
- Brande
- Tarp